# Davie Calderhead
David „Davie“ Calderhead (* 19. Juni 1864 in Hurlford, East Ayrshire; † 9. Januar 1938 in London) war ein schottischer Fußballspieler und -trainer.
Calderhead war ein Mittelläufer und war für mehrere Vereine aktiv, darunter gehören Queen of the South Wanderers und Notts County. Mit letzteren gelang ihm 1894 der Sieg im FA Cup, als die Bolton Wanderers mit 4:1 besiegt wurden. Im März 1889 kam er zu seinem einzigen Länderspiel, als er mit der schottischen Nationalmannschaft im Rahmen der British Home Championship gegen Irland antrat. Im Ibrox Park gelang ein 7:0-Erfolg.
Ab 1900 arbeitete Calderhead als Trainer bei Lincoln City. Als er in der Saison 1906/07 den Favoriten FC Chelsea im FA Cup bezwang, war man auf der Gegenseite derart von seiner Arbeit überzeugt, dass man ihn in derselben Saison noch verpflichtete.
Calderhead wurde der erste Vollzeittrainer des Vereins und mit 26 Dienstjahren an der Stamford Bridge ist er Spitzenreiter in Chelsea. Zwar stieg er mit dem Verein zwei Mal ab, der Wiederaufstieg gelang in beiden Fällen jedoch sofort. 1915 erreichte der Verein unter seiner Leitung erstmals das FA-Cup-Finale, allerdings schaffte Sheffield United ein 0:3 im Old Trafford. Zwei weitere Male stand der Verein zudem im Halbfinale des Pokalwettbewerbs. 
Wegen seines schüchternen, zurückhaltenden Auftretens gegenüber den Medien erhielt Calderhead den Spitznamen „Die Sphinx der Stamford Bridge“. Daher schaffte er vor allem durch seine Transfers Schlagzeilen, als mit für damalige Verhältnisse hohen Ablösesummen bekannte Spieler (unter ihnen viele schottische Landsleute) zum FC Chelsea gelockt wurden. Allerdings gelang selbst mit Spielern wie Hughie Gallacher, Alex Jackson oder Alec Cheyne nie der große Erfolg.
Im Juni 1933 ging Calderhead in den Ruhestand und überließ die Trainerbank seinem Nachfolger Leslie Knighton.